# سمبا
سِمْبا (بالإنجليزية: Simba)‏، (بالروسية:  Симба)، (بالصينية: 辛巴)) هو شخصية أسدٍ خيالي وبطل أكثر روايات ديزني نجاحاً، فيلم الرسوم المتحركة الأسد الملك الذي عرض عام 1994 وهو الفيلم رقم 32 من افلام والت ديزني. سيمبا هو ابن موفاسا وسرابي، وعمه سكار شريك زيرا، وسمبا أيضاً شريك نالا، وأب كيارا شريكة كوفو (لا تظهر شخصية كوفو إلا في «الأسد الملك: الست مغامرات الجديدة»). وهو ذو فراء ذهبي يتحول لبني محمر عندما يكبر سمبا. ويأتي الاسم «سمبا» من السواحلية وتعني الأسد. شخصية سمبا مستوحاة من شخصية بامبي التي ظهرت في فلم اخر لديزني عام 1942، يقال أيضا إن الشخصية مستوحاة من قصص النبيين موسى ويوسف في الانجيل، كما توجد سمات شبه كثيرة بين سمبا وشخصية هامليت في رواية شكسبير. عام 1997 في برودواي أُدت مسرحية موسيقية مستوحاة من الفيلم.

## الاسم
سيمبا هي كلمة سواحلية معناها الأسد التي تعكس أصول سيمبا التي تعود إلى صحراء أفريقيا الكبرى، للكلمة معاني أخرى كالملك القوي أو القائد بالفطرة 

## تصور القصة
فكرة الفيلم أصلاً أتى بها رئيس شركة ديزني جيفري كاتزنبرج عام 1988، كان الاسم الأول للقصة ملك الأدغال، وقُورنت بقصة فيلم بامبي الذي أُنتج عام 1942، كما أطلقوا عليها اسم قصة بامبي الأفريقي للتشابه الكبير بين القصتين والشخصيات، قال المنتج روب مينكوف أن الفيلمين عبارة عن قصص مغامرات واقعية أكثر من كونها خيال ملحمي. استلهم كل من روجر أليرز ومينكوف فكرة عودة سيمبا إلى أرض العزة لاستعادة الحكم من قصص الانبياء موسى ويوسف، حيث قال المنتج دون هان أن سيمبا مثل أؤلئك الأنبياء فأصله يعود إلى عائلة ملكية لكنه طرد منها ثم عاد لاستعادة الحكم.
على عكس الأفلام الثلاثة السابقة التي أنتجها الاستوديو: حورية البحر الصغيرة 1989، الجميلة و الوحش 1991 وعلاء الدين 1992، التي هي بالأساس قصص حب، تدور قصة الملك الأسد حول علاقة سيمبا بأبيه، قال أليرز إن القصة المبنية على علاقة الأب بالابن هي المحرك الأساسي والجوهر الجمالي للقصة وهي علاقة حقيقية واقعية. في أبريل عام 1992 عقد صنّاع الفيلم جلسة عصف ذهني لإعادة كتابة جزء كبير من القصة الأصلية في الفيلم، التي كان من المفترض فيها بقاء سيمبا في أرض العزة بعد موت موفاسا، لكن غُيرت لزيادة شعبية الشخصية وجعلها أكثر تأثيراً في نفوس الجماهير.
لاحظ الكثير من نقاد السينما العديد من أوجه التشابه بين قصة الملك الأسد وقصة ويليام شكسبير «مأساة هامليت»،  قال أليرز أن هنالك العديد من أوجه الشبه التي لم تكن مقصودة فعلاً، وكانت مفاجِئة حتى لصناع الفيلم أنفسهم، حيث لاحظ صناع الفيلم أوجه الشبه هذه بعد انتهائهم من الفيلم وقرروا عدم تغييرها وتركها على حالها. وفقًا لهان فإنه عندما عُرض المخطط العام المنقح من الفيلم أول مرة قال أحد الحاضرين أنه مشابه لهامليت من حيث الموضوع والعلاقات بين الشخصيات.
كاتب السيناريوجوناثان روبرتس قال إن الأغاني والموسيقى كانت للتعبير عن شخصية سيمبا، كتب الملحن إلتون جون وكاتب الكلمات تيم رايز أول أغنية «لا أطيق الانتظار لأصبح ملكًا» في الفيلم لإعطاء سيمبا مجالاً للتعبير من خلالها عن رغبته في أن يصبح ملكاً لأرض العزة، قال روبرتس إن هذه طريقة لتحقيق القصة وإيصال رسالة الفيلم واتجاه الشخصيات.

### أداء الصوت
أدى ماثيو برودريك صوت سيمبا البالغ[18]. أول ممثل يُعين لأداء دور في فيلم الأسد الملك[8]، علم برودريك بالدور خلال وجوده في إجازة في أيرلندا، حيث تلقى مكالمة هاتفية من وكيله يبلغه إن المخرجين مهتمون باختياره لتأدية دور سيمبا بعد مشاهدتهم فيلمه "إجازة فيريس بيولر" (1986)[19]. قرر المخرجون اختياره لدور سيمبا لأنهم شعروا أنه «مثالي» لهذا الدور؛ وفقًا للمنتج دون هان، فإن صوت برودريك يمثل «نوع الشخصية التي يمكن أن تكون غير مسؤولة ومحبوبة، لكنك شعرت أيضًا أنه يمكن أن يعود بطريقة بطولية للغاية[20].» وأشار مينكوف إلى أن الممثل «كان قادرًا على إضفاء الطابع الإنساني على شخصية البطل... وإضافة الكثير من العمق للشخصية»، ومنع البطل من «أن يصبح ثنائي الشخصية» عن طريق«إضافة قدرًا كبيرًا من الحساسية والاهتمام للدور إلى جانب الصدق وروح الفكاهة»[12]. جوناثان تايلور توماس، الذي كان يؤدّي دور البطولة في دور راندي تايلور في المسلسل الهزلي القصير تحسين المنزل في ذلك الوقت[21]، أُختير لأداء صوت سيمبا الطفل[22]. الذي كان مظهره وشخصيته لاحقًا مصدر إلهام إبداعي للإشراف على رسام الرسوم المتحركة مارك هين[7].
رفض برودريك الغناء في الفيلم على الرغْم من غناءه في كثير من الأحيان في عمله[23]، وتعاقدوا مع جوزيف ويليامز، المغني الرئيسي في توتو، والممثل جيسون ويفر لتأدية أصواتهم الغنائية. يُسمع صوت ويليامز في أغنية «يمكنك الشعور بالمحبة الليلة»[24]. حيث أعجب بأداء ويفر في تأدية دور مايكل جاكسون الصغير في المسلسل القصير ذا جاكسون: الحلم الأمريكي، جنده مؤلفا الأغاني إلتون جون وتيم رايس لتسجيل أغنية «لا أطيق الانتظار لأصبح ملكًا» و«هاكونا ماتاتا[25]» حين كان الفيلم لا يزل في مراحله الأولى من الإنتاج[26]. كمخرجين، عمل روجر أليرز وروب مينكوف بشكل وثيق مع الممثلين لضمان أفضل أداء[27].سجل صانعو الأفلام الممثلين في أثناء تأدية حوارهم كما هو متكرر في أفلام الرسوم المتحركة مما سمح لرسامي الرسوم المتحركة بدمج سلوكياتهم الخاصة في تصميمات شخصياتهم[28].

## المظهر الخارجي
سمبا هو أمير أرض العزة، ابن الملك موفاسا والملكة سرابي.
كان سمبا سيصبح الملك المرتقب لأرض العزة يوما ما، وهو ما كدر على عمه الحقود سكار، الذي كان يحلم بأن يكون هو الملك على أرض العزة.
سمبا شبل مرح، يحلم بولاية أرض العزة، وأن يقضي أيامه باللعب مع صديقته المقربة نالا، غير واعٍ لكره عمه الشديد تجاهه وخططه لقتله حتى يصبح وريثاً للعرش.
ونتيجة لإعجابه الشديد بالشجاعة الاستثنائية التي يتمتع بها والده، يحاول سمبا أن يثبت نفسه بشجاعة موفاسا فغامر مع صديقته نالا إلى مكان يُعرف بـ «مقبرة الفيلة». والمقبرة كانت مسكن لثلاثة ضباع وكانوا أتباعاً لأسكار، شينزي وبانزاي وواد حاولوا تنفيذ أوامر سكار باغتيال سمبا ونالا. لحسن الحظ، تمكن الملك موفاسا من صد كيد الضباع وكبح غضبه من عصيان سمبا، ولكن سرعان ما غفر له بعد ما نصحه حول خطورة تصرفاته.
كان سمبا مقرباً لوالده، وهذا ما حطمه بعد نجاح سكار في قتل الملك وذلك بعد أن ألقاه في وادٍ مُمتلِئ بقطيع هائج، وكان موته نتيجه لخطط سكار.

## الظهور
ظهرت شخصية سمبا في العديد من الافلام، حيث كان الشخصية الرئيسية في فيلم الملك الأسد الجزء الأول والملك الأسد 1½، كما وكان إحدى الشخصيات الرئيسية في الجزء الثاني، أيضا أُعيد إنتاج الفيلم الأول عام 2019، كما ظهر سيمبا في عدد من حلقات المسلسل الكرتوني الخاص بتيمون وبمبا.

### الأسد الملك
أول ظهور لسيمبا في دور العرض كان عام 1994 في فيلم الملك الأسد، عندما تتجمع الحيوانات في أرض العزة للإحتفال بميلاد سيمبا وريث العرش، لكن عمه سكار يرفض حضور الاحتفال لأنه فقد فرصته في ولاية العرش. ينجح سيمبا بنهاية الفيلم في التغلب على عمه الذي طمع بالعرش وتآمر ضده ويتمكن من أن يخلف موفاسا.

يستدرج سكار سيمبا إلى الممر للتخلص منه هو وموفاسا، حيث يستفز قطيع الأبقار فيندفعون تجاه الممر، ثم يذهب ليخبر موفاسا إن إبنه في خطر، ليهرع الأخير لإنقاذ سيمبا لكنه يموت في تلك الأثناء، ينجو سمبا لكنه يُضطر للهرب من أرض العِزّة ظنًا منه أنه هو السبب في وفاة الملك. يعثر كل من تيمون وبومبا، وهما شخصيتا سرقاط وخنزير بري، على سيمبا ويرعاه حتى يكبر، ويعلمانه تجاهل الماضي والهرب من المسؤوليات. فيما بعد تعثر نالا، صديقة طفولة سيمبا، عليه فتخبره بما حدث في أرض العزة بعد تولي سكار الحكم، يرفض سيمبا العودة مع نالا أولا خوفا من الماضي، لكن رافيكي القرد الحكيم يقابله ويريه شبح موفاسا الذي يقنعه بالعودة إلى أرض العزة كونه هو الملك الحقيقي، فيعود سيمبا مع نالا وتيمون وبومبا، لكنهم يجدون أرض العزة مدمرة وخالية من الموارد الطبيعية بسبب سوء إدارة سكار، بعدما يرى سمبا سكار وهو يضرب سرابي (أمه) يطلب سيمبا من سكار أن يستقيل، ليصدم الاخير من إن سيمبا ما زال حيٌّ يُرزَق، فيهاجم سيمبا ويخبر الجميع إنه السبب في موت الملك الأسبق، لكن بسبب غرور سكار يخبر سمبا إنه القاتل الحقيقي، ليغضب سيمبا ويهاجم سكار ويجبره على الاعتراف أمام بقية قطيع الأسود إنه القاتل الحقيقي، تشتعل معركة بين الأسود بقيادة سيمبا والضباع بقيادة سكار، يهزم سيمبا سكار بالنهاية التي تكون نهايته على يد الضباع بعدما سمعوه وهو يقول إنهم هم من خططوا لكل ما حدث. يسترجع سيمبا الأرض وتعود كما كانت ويحتفل الجيمع بميلاد شبل سيمبا ونالا الأول.

### الأسد الملك II: عهد سِمبا
الإصدار الأول للجزء الثاني كان عام 1998، بدايته هي نهاية الجزء الأول، أي لحظة ولادة شبل سيمبا الأول، ليتضح إنها ابنة أسمها كيارا، يبالغ سيمبا في حماية ابنته بسبب الأحداث التي حدثت معه في الفيلم الأول، يكتشف سيمبا إن كيارا كانت تعصي اوامره وتذهب للأرض المحظورة التي هي المنفى الذي يقطنه أتباع سكار وأقاربه، تصادق نالا هناك شبلا صغيرا اسمه كوفو، والدة كوفو زيرا هي قائدة المنبوذين ومن أكثر أتباع سكار اخلاصًا له. يكتشف سيمبا العلاقة بين كيارا وكوفو ويذكرها بالمسؤوليات الواقعة على كاهلها كاميرة، لكن زيرا تتلاعب بكوفو لينتقم من سيمبا للثأر لموت سكار. بعد عدة سنوات تكبر كيارا وتذهب في مهمة الصيد الأولى ويرسل سيمبا كل من تيمون وبمبا لمراقبتها ورعايتها سرًا، عندما تكتشف إنها ملاحقة تغضب وتهرب من أرض العزة، وتكاد تموت في حريق لكن كوفو ينقذها ويعيدها إلى أرض العزة ويخبر سمبا إنه يريد الانضمام للأسود في أرض العزة، كل ذلك ضمن خطة والدته، يقبل سمبا عيش كوفو معهم لكنه لا يثق فيه كليا. يحلم سيمبا بكابوس عن موت والده ويرى كوفو في هيئة سكار. تقوى علاقة كوفو وكيارا وتتحدث نالا مع سمبا ليثق أكثر بكوفو. زيرا تبدأ تشعر بتغير كوفو ووقوفه في صف سيمبا، فتهجم على سيمبا وتنصب له كميناً فيقتنع سيمبا إن كوفو هو من نصب الكمين فيطرده ويمنع كيارا من مقابلته، لتعترض الأخيرة وتقول إن سيمبا أصبح مثل موفاسا وتهرب من أرض العزة بحثا عن كوفو، تشتعل معركة بين أسود أرض العزة والمنفيين ويحاول كل من كيارا وكوفو إيقافهما ويحاولان اقناع الطرفين إنهم جميعا أسود، يقتنع سيمبا بكلامهم ويسمح للمنفيين بالعودة إلى أرض العزة لكن زيرا تهاجم سيمبا فتحاول كيارا منعها إلا أن كلتاهما تقعا عن قمة المنحدر، تحاول كيارا مساعدة زيرا التي تشارف على السقوط في الهاوية لكنها ترفض مساعدة كيرا فتسقط أخيرا إلى الأسفل وتموت. يقبل سمبا بالعلاقة بين كيارا وكوفو وتعود علاقته بها كما كانت، ويتوجان كأولياء العهد.

#### الأسد الملك1/2 1

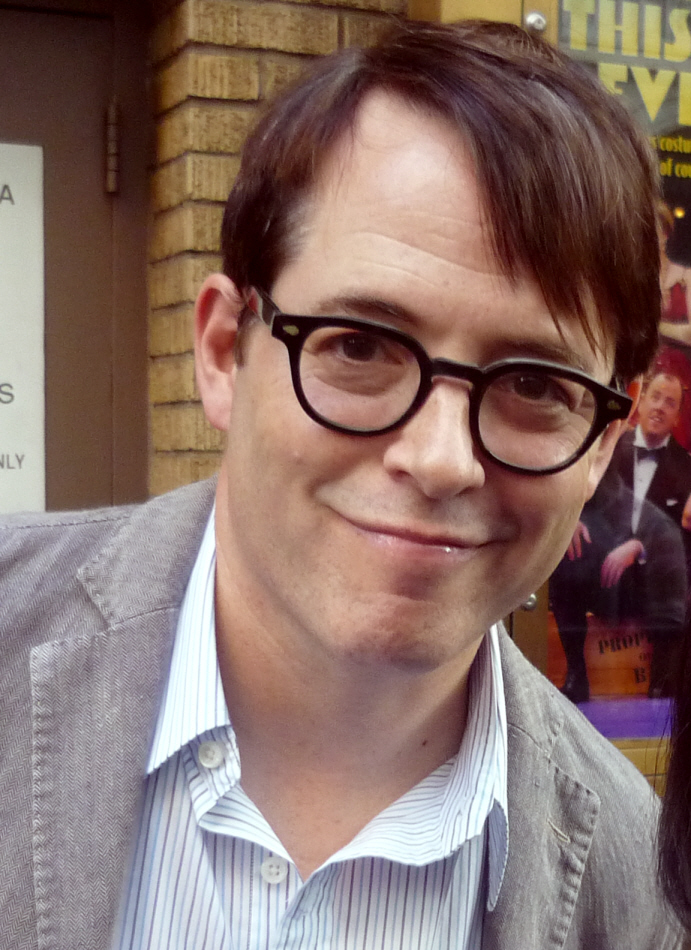
أدى صوت سيمبا البالغ

وهو متابعة مباشرة للفيديو الذي أُصدر في عام 2004، يظهر الأسد الملك في فيلم تيمون وبومبا كشخصية أقل بروزا لأن تركيز الفيلم الأساسي يركز على دور سيمبا التي يظهر فيها كشخصيات ثانوية، في فيلم الأسد الملك 1/2 1[[43] 44]وراء الكواليس والمشاركة فيه، مع أنّ أن الفيلمين يتشاركان من الناحية الفنية نفس القصة والجدول الزمني، إلا إن الحبكة فيلم الأسد الملك 3: هاكونا ماتاتا تركز أكثر على السرقاط والخنزير البري اللذان يتعايشان معًا مع سيمبا، وتمتليء القصة من البداية موضحة كيف بدأت الحكاية من البداية وكيف انتهت بهذه الصداقة المتينة القديمة وتنتهي بكيف بدأت الأحداث التي أثرت على حياة سيمبا خلال الفيلم الأول وغالبا ما تكون هذه الأحداث. تشمل الأحداث على القوس التذكاري الذي حدث خلال افتتاح رقم موسيقي «دائرة الحياة» وانهيار برج الحيوانات الذي يحدث خلال «لاأطيق الانتظار لأصبح ملكًا» ويستكشف الفيلم أيضًا[45]، المزيد من التفاصيل والعلاقة بين الشخصيات الثلاث حيث يكافح تيمون وبمبا لرعاية سيمبا كآباء بالتبني ولا يوافقون على عودته وعلاقته بنالا ويوثق سيمبا وهو يشتد عوده ليكبر من شبل ممتليء بالحيوية لأسد مراهق حتى إلى بالغ مستقل[46].
(الأسد الملك 3: هاكونا ماتاتا)

#### الأسد الملك (2019)
المقالة الأساسية الأسد الملك (2019)
أصدرت والت ديزني بيكتشرو نسخة متحركة من فيلم الأسد الملك المُنتج سنة 1994[47][48] في ال 19 من يوليو 2019 وأخرجه وأنتجه جون فافرو وكتبه جيف ناثانسون[50][49]. في هذا الفيلم، تقدم دونالد جلوفر لأداء دور سيمبا[53][52]ا[51]. قال جلوفر أن «[الأسد الملك] قصة خالدة، لكنه يعتقد بالطريقة التي بناها فافريو، إنها قصة تناسب العصر» وقال «[هو] أردت فقط أن أكون جزءًا عمل عالمي»[54]. الممثل الذي عمل سابقًا مع فافريو في فيلم من إنتاج شركة مارفل الرجل العنكبوت: العودة للوطن (2017). قال غلوفر إن الفيلم سيركز بشكل أكبر على وقت نمو سيمبا أكثر من الفيلم الأصلي، مشيرًا إلى أن «جون كان حريصًا جدًا على التأكد من مشاهدتنا لتحول سيمبا من صبي إلى رجل ومدى صعوبة ذلك عند تعرضه لصدمة كبيرو وعميقة»[55]. في 1 نوفمبر 2017، أُختير جي دي مكري في دور سيمبا الصغير[56]. قال ماكري إن «دونالد جلوفر موهوب جدًا لدرجة أنه في الواقع كان عليه أن يضع موهبته في الاعتبار، لأنه إذا كان سيمبا سيكبر ليصبح جزءًا من الشخصية فعليه معرفتها، عليه أن يحافظ دافع»[57].